# Ahvenistonjärvi (Hämeenlinna)
Le lac d'Ahvenisto (finnois : Ahvenistonjärvi) est un lac situé dans le quartier Ahvenisto à Hämeenlinna, en Finlande,,.

## Présentation
Le niveau d'eau du lac est de 88,7 mètres d'altitude. 
Le lac mesure 800 mètres de long, 200 mètres de large et a une superficie de 10 hectares.
Le lac s'étend presque entièrement dans la réserve naturelle d'Ahvenistonharju. 
Son littoral mesure 1,9 kilomètre de long. 
Le sentier longeant les plages fait partie du réseau de sentiers du parc. 
Il y a deux bâtiments à l'extrémité sud du lac où se trouvent une plage publique et la piscine d'Ahvenisto.